# مشهد القاضي بكار
مشهد القاضي بكار  يقع بالقرب من سيدى عقبة بقرافة الإمام الليث. والقاضي بكار بن قتيبة بن أسد بن عبد الله بن بشر بن أبي بكرة بن الحارث بن مخلدة مولى محمد رسول الله وهو من أهل البصرة، أرسله الخليفة العباسي المتوكل على الله ليتولى القضاء في مصر سنة 246 هجرية .

## وصفه
يقع مشهد القاضي بكار بالقرب من جامع سيدي عقبة بن عامر الجهنى بقرافة الإمام الليث، وهو ضريح متهدم وبحالة سيئة حتى كادت جدرانه تتلاشى وتزول.